# Musée national du Moyen Âge
El Musée national du Moyen Âge (museu nacional de l'Edat Mitjana, en català), del seu nom oficial Musée du Moyen Âge – thermes et hôtel de Cluny, és un museu d'art situat al 5è districte de París, al cor del barri llatí a la rue del Sommerard.

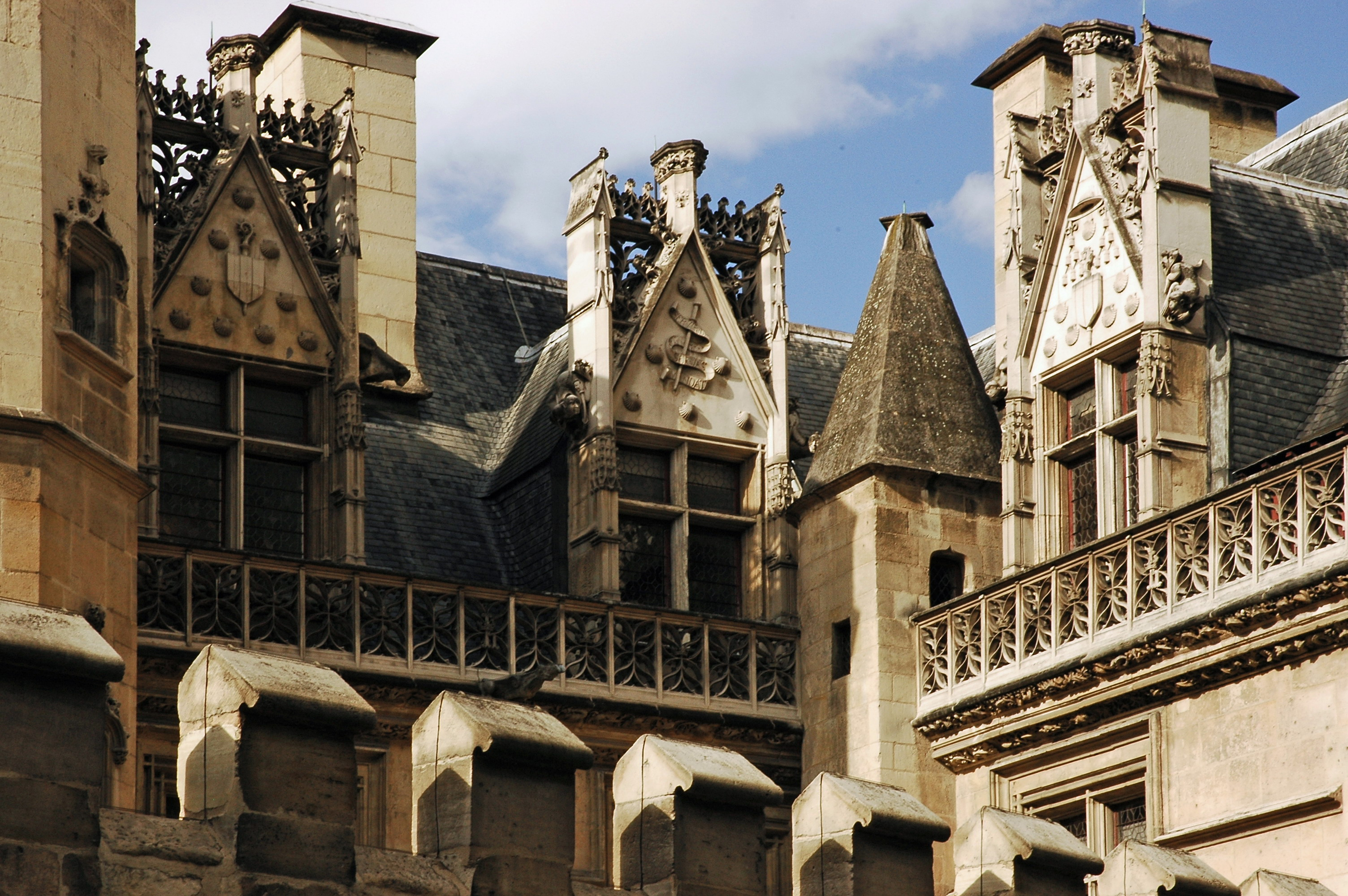
Vista de la teulada

Està adherit a la Federació dels llocs clunystes, ja que l'edifici on està el museu es va fer per acollir els abats de Cluny d'ençà el segle xiii. Al final del segle xv, l'edifici fou ampliat per Jacques d'Amboise, abat de Cluny a Borgonya (1485-1510), les armes del qual, «tres pals alternats d'or i de gules», guarneixen les llucanes. El palau és avui el més antic testimoni a París de l'arquitectura de pati amb jardí, típic del palau particular parisenc.

## La residència Cluny
El 1334 Pierre de Chalus van fer construir una residència per als frares de Cluny que anaven a estudiar a la Universitat de la Sorbona. L'edifici ocupa l'espai d'unes antigues termes romanes, que van ser destruïdes pels bàrbars i de les quals només se'n conserva el frigidarium. El Aviat va ser ampliat per l'abat Joan de Borbó i les obres no van estar enllestides fins al 1485 amb el següent abat Jacques d'Amboise. A més dels monjos en aquest palau hi van residir, com a convidats, alguns personatges de la noblesa. L'any 1515, a la mort del rei Lluís XII, la cort francesa va enviar la seva vídua Maria d'Anglaterra a fer-h una estada de quaranta dies per assegurar-se que no estava embarassada. Jaume V d'Escòcia també hi va estar el desembre del 1536 quan anà a casar-se amb la filla del rei francès.
Al segle xvii va servir de residència per als nuncis papals. En la segona meitat del segle xviii, Nicolas-Léger Moutard, impressor de la reina va muntar el seu taller a sota de la capella d'aquest edifici. Durant la revolució francesa fou venut i va tornar a ser adquirit per l'Estat el 1843. Alguns propietaris destacats que van haver durant el període anterior a la tornada a l'Estat van ser: l'astrònom Joseph-Nicolas Delisle i alumnes seus com Charles Messier que van transformar la torre en observatori; i Alexandre Du Sommerard, tresorer reial, que a més era col·leccionista d'art.

## Història del museu

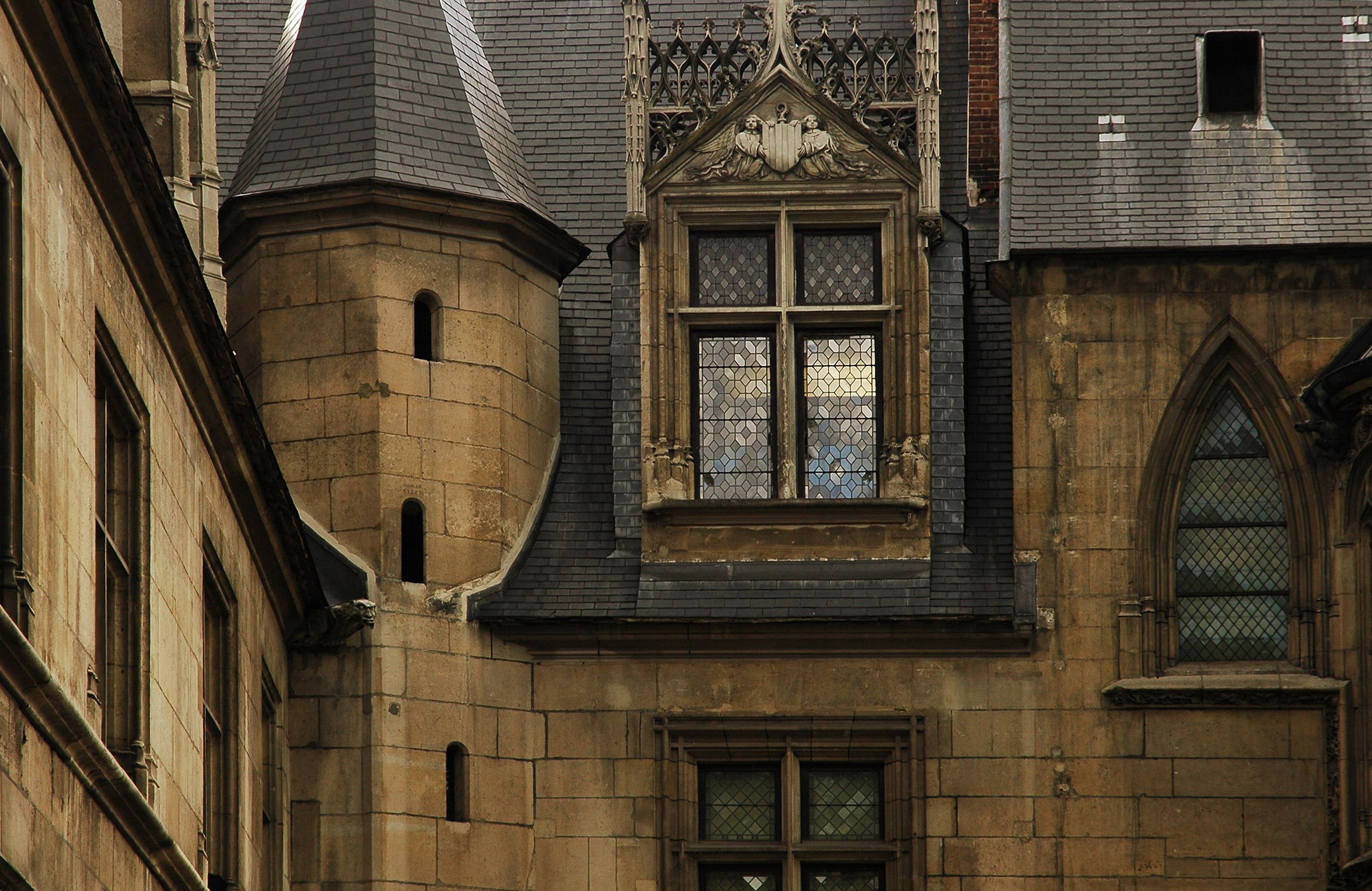
Vista de la teulada

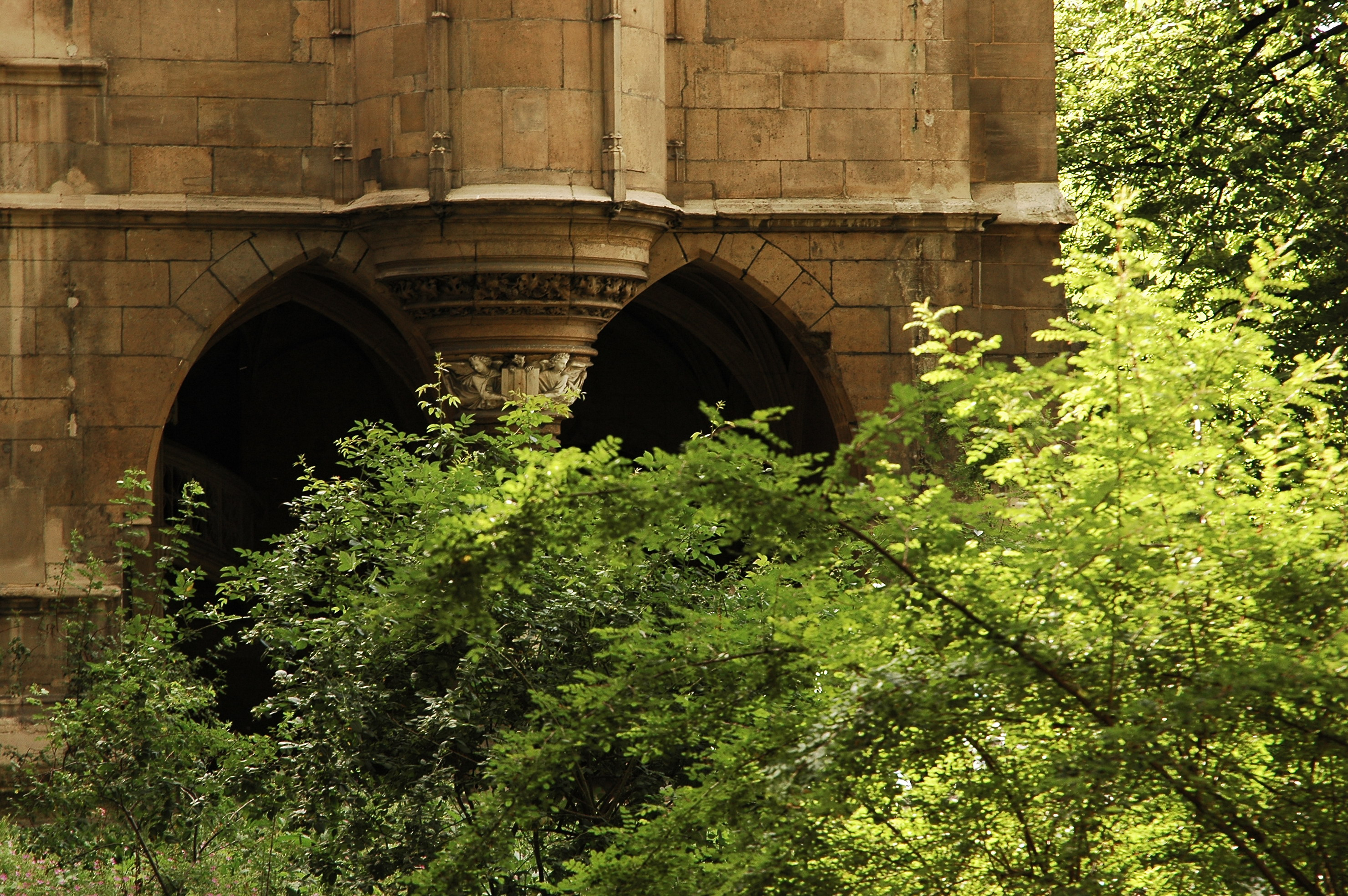
Detall de la façana nord, a la banda de la capella.

El 1843, la col·lecció d'Alexandre Du Sommerand és recomprada per l'Estat, que nomena Edmond du Sommerard primer conservador. S'encarregà a l'arquitecte Albert Lenoir una restauració. El palau és classificat monument històric el 1856, i les termes gal·loromanes, que daten del segle i, són classificades el 1862. El 1977 algunes obres d'art es van traslladar a un altre edifici per formar el Museu Nacional d'Art del Renaixement, situat a Écouen, a 19 km al nord de Paris.
A més de l'edifici, que és una bella mostra destil gòtic flamíger, amb algun element posterior, el qual té una superfície de 3.500 metres quadrats (dels què 2.000 m² són d'exposició), el museu reuneix 23.000 obres i objectes d'art, dels quals 2.300 són exposats. El 1992 es va fundar la Societat d'Amics del Museu Cluny per aplegar diners que permetin adquirir noves peces i restaurar les existents.
El 2005, el museu va acollir 291.000 visitants.

## Col·leccions
El fons de la col·lecció prové del col·leccionisme privat i va acabant convertint-se en col·lecció pública. La procedència dels objectes és diversa: Europa, Imperi Romà d'Orient i Magreb.
El museu consta de diverses seccions: 
- Una d'època gal·loromana, que inclou les termes gal·loromanes, i el museu lapidari, que té com a objecte destacat el pilar dels Nautes, restaurat el 2003.

- Una altra d'època medieval: amb escultures gòtiques, de pedra o de fusta, datades dels segles xii i xiii, provenint algunes de la catedral de Notre-Dame de París; hi destaquen 70 tapissos, entre els quals hi ha l'anomenat La Dama i l'unicorn, 50 miniatures i prop de 300 obres d'ivori tallat.

- La col·lecció de vitralls és la més gran de França, estan datats entre els segles XII i XVI.

- La secció d'orfebreria exposa les famoses corones votives del tresor de Guarrazar, dels reis gots del Regne de Toledo.

## Galeria d'imatges
- arcades de la volta
- Pati
- Porxo
- Pou
- Torre
- Cornisa